# Lymphocystivirus paralichthys1
Espèce
Synonymes
- Lymphocystis disease virus 2
ICTV, 2018

Lymphocystivirus paralichthys1 est une espèce de virus géants de la famille des Iridoviridae.
Lymphocystivirus paralichthys1 (LCDV-2 ou LCDV-C) infecte la limande (Limanda limanda) et pourrait infecter la plie olive (Paralichthys olivaceus).
Son génome est d'environ 98 kilopaires de bases (kbp) de longueur.